# Dolk
Dolk és un artista graffiter nascut a Noruega. Els seus graffitis tenen un sentit crític o humorístic. Les seves obres es poden veure a les parets de ciutats com: Bergen, Berlín, Copenhaguen, Barcelona, Oslo, Lisboa, Estocolm, Londres, Praga i Melbourne.